# Đàn ông là đàn ông
Đàn ông là đàn ông (tiếng Nga: Мужчины есть мужчины) là một bộ phim hài dành cho thiếu nhi của đạo diễn Aleksey Moroz, ra mắt lần đầu năm 1985.